# 黑海北部沿岸的古希腊殖民地

公元前5世紀時，黑海北岸的古希臘殖民地一覽

黑海北部沿岸的古希腊殖民地為希臘城邦於公元前6至7世紀在黑海北岸（含克里米亞半島）建立的聚落，其中許多位於克赤海峽（當時稱為克里米亞的博斯普魯斯海峽）附近，聚落密度很高，反映該地區在古希臘文明中的地位。這些聚落大多是由小亞細亞米利都的伊奧尼亞人所建。

## 聚落

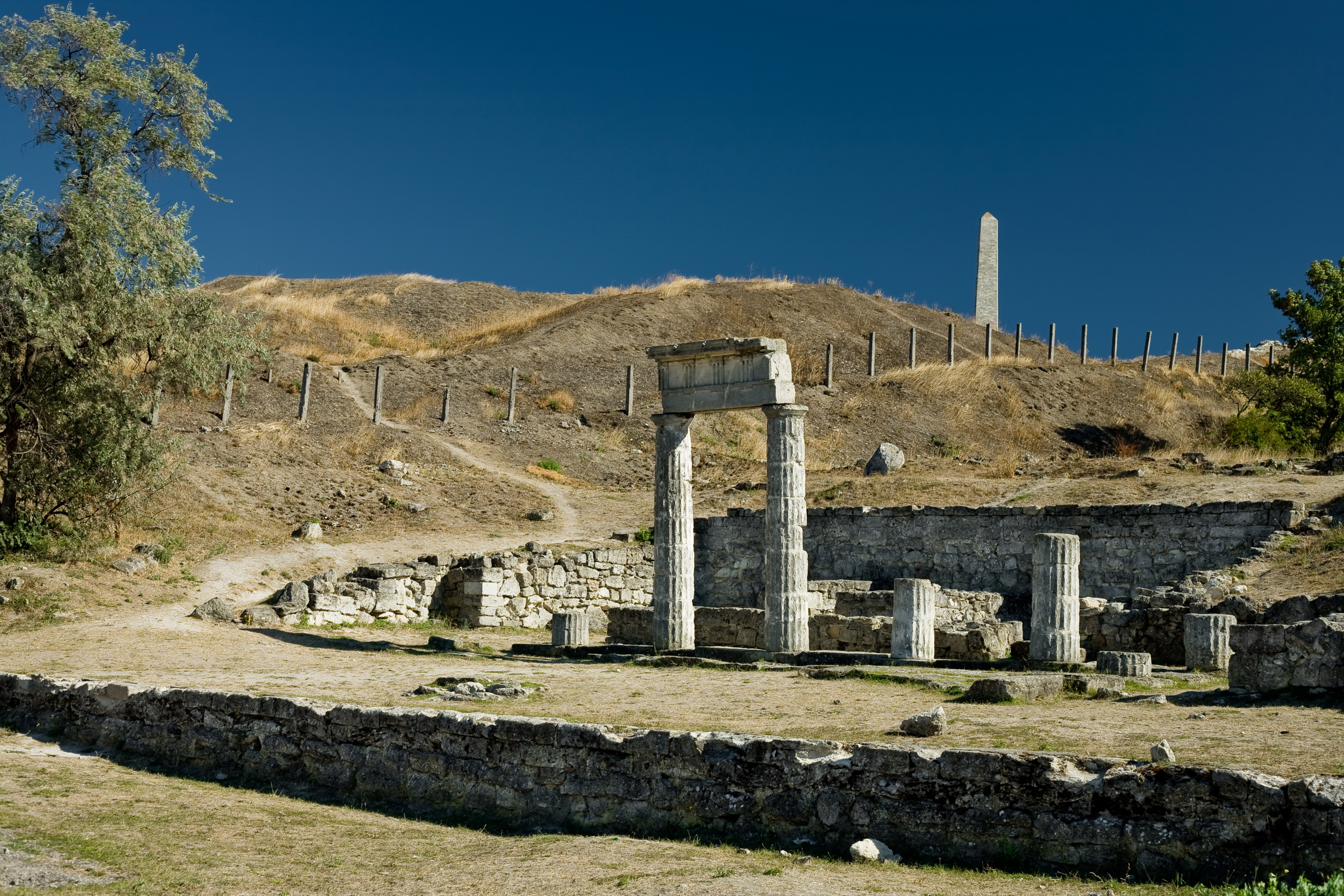
潘提卡彭的古希臘市政廳（公元前2世紀）

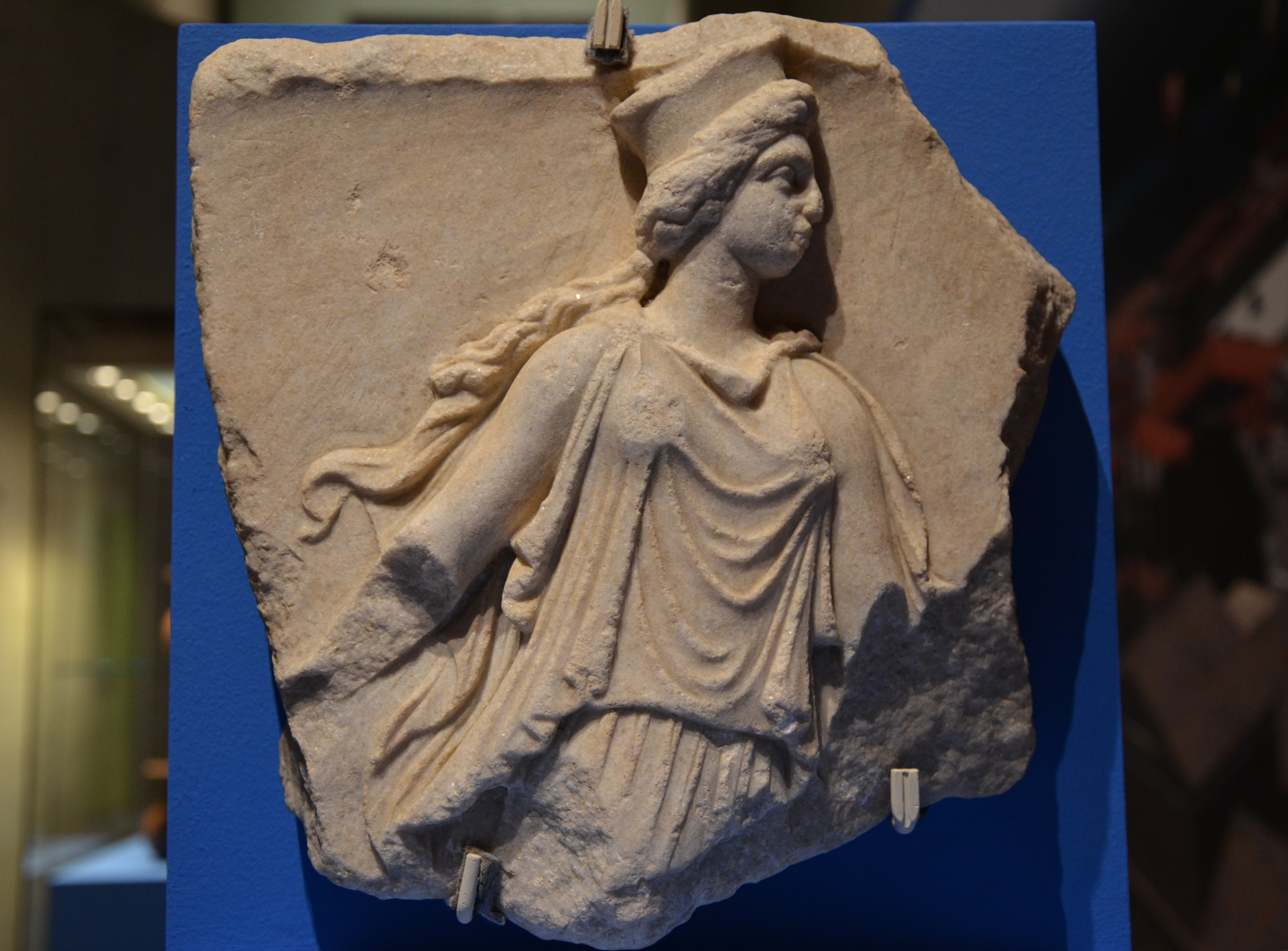
潘提卡彭出土的古希臘神祇科瑞的浮雕

鐵器時代早期的克里米亞半島北部為斯基泰人佔據，南部則為陶利人聚落，古希臘城邦於古風時期開始在黑海北岸的克里米亞半島建立殖民地，將當地稱為「陶利卡」（Taurica，得名自陶利人）。
潘提卡彭位於克里米亞半島東端（克赤海峽西岸），建於公元前7世紀晚期至前6世紀早期，為米利都的殖民城邦，此地出土了許多來自希臘本土的器物，也有些當地人仿製的，自公元前5世紀開始鑄造銀幣，前4世紀開始鑄造金幣與銅幣，極盛時佔地達100公頃。
此外黑海北岸的古希臘殖民地還有提奧多西亞、辛梅里孔、提里塔克、默梅克翁、尼姆费翁、克森尼索與克基尼提達等。提奧多西亞曾於公元前390年左右成功抵抗博斯普魯斯王國國王薩特羅斯一世的進攻，後來成為將小麥轉運至雅典的重要交通樞紐；辛梅里孔建於公元前5世紀，位於克赤半島南端，可能得名自當地原本的辛梅里亞人聚落，該地為博斯普魯斯王國抵抗斯基泰人的重要據點；默梅克翁也位於克赤海峽沿岸，建於公元前6世紀，很快便成為該地最繁榮的聚落，公元前5世紀時當地釀酒業發達，並鑄造自己的貨幣，被厚2.5米的城牆環繞。

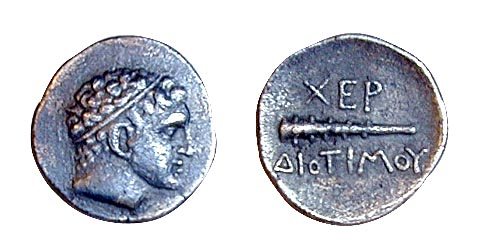
克森尼索出土的硬幣

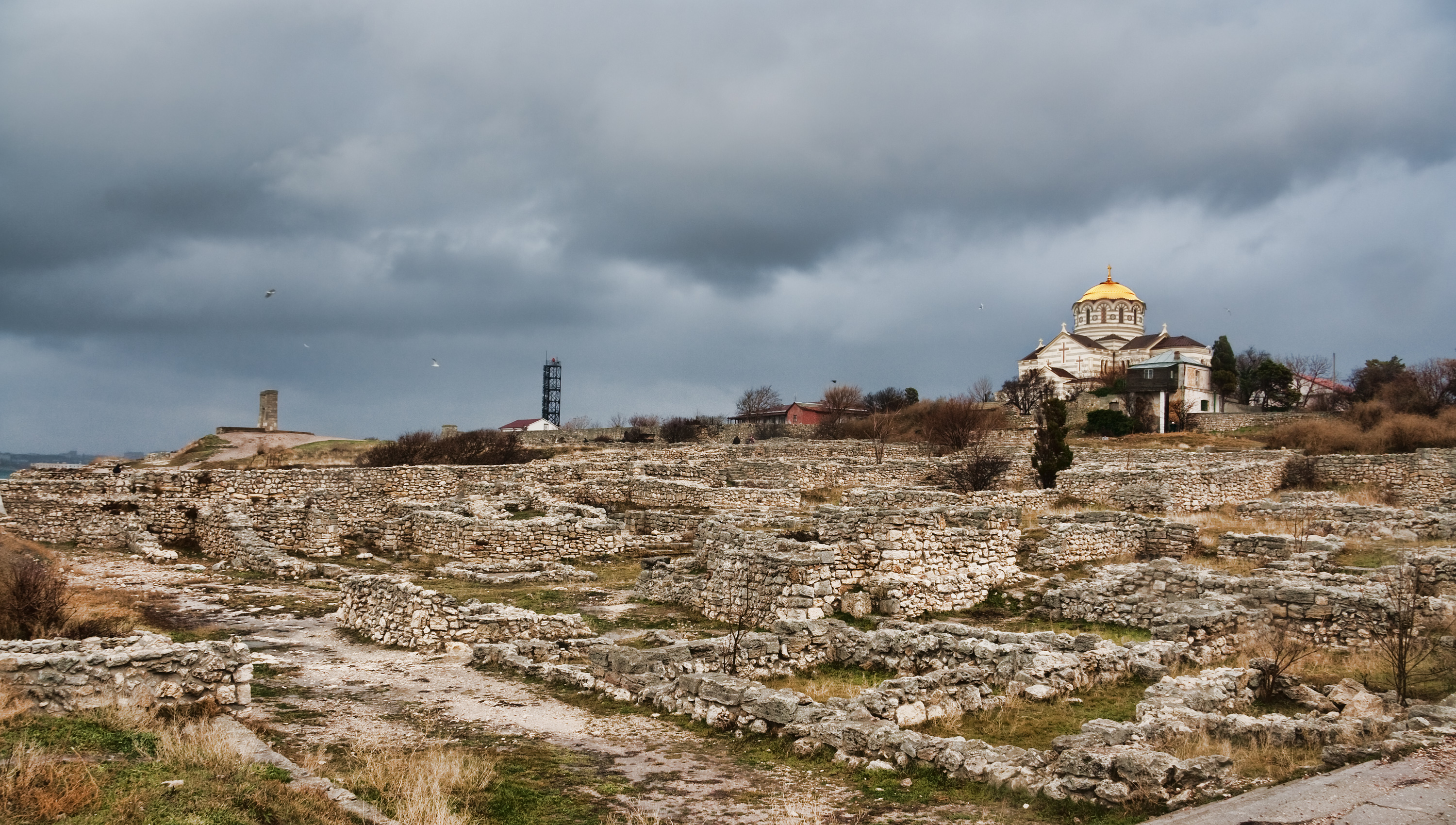
克森尼索遺址（右側為克森尼索主教座堂）

尼姆费翁則是在公元前580至560年之間由米利都的競爭對手薩摩斯建立，也因穀物貿易而發達，並鑄造自己的貨幣。公元前5世紀，來自本都的赫拉克利亚（小亞細亞的黑海南岸地區）的多利安人在克里米亞西南部（今塞凡堡郊區）建立了殖民地克森尼索，此聚落在古典時期大都由施行民主政治，由執政官與議會治理，但後來漸走向寡頭政治，公元前4世紀時向克里米亞西北部擴張，吞併了克基尼提達等殖民地，並建設了許多城牆要塞，2013年克森尼索入選世界遺產；克基尼提達為克里米亞西北部最早的殖民地，建於公元前6世紀與前5世紀之交，可能是由多利安人或伊奧尼亞人建立，公元前4世紀時被併入克森尼索，前2世紀時一度被斯基泰人佔領，後來由本都王國的丟番圖收復，根據考古挖掘，此聚落持續至公元2至3世紀。
2018年考古學家在克里米亞東部今巴格羅沃的附近發現一未知的古希臘殖民地，建於公元前4至前3世紀，研究人員指該聚落名為馬尼特拉（Manitra），當地有一方塔與大墓地的遺址。

## 神話
希臘神話中的人物伊菲革涅亞在即將被犧牲的瞬間被女神阿耳忒彌斯轉移至陶利卡，後者以一頭公鹿取代了她的位置 。